# محمد هايف
محمد هايف سلطان عريج المطيري (1964 - )؛ نائب في مجلس الأمة الكويتي.

## سيرته البرلمانية
| المجلس | الدائرة | عدد الاصوات | الترتيب | النتيجة | ملاحظات                                       |
| ------ | ------- | ----------- | ------- | ------- | --------------------------------------------- |
| 1999   | 15      | 1243        | 3       | خسر     | نظام 25 دائرة ويفوز الاول والثاني من كل دائرة |
| 2003   | 15      | 2217        | 3       | خسر     | نظام 25 دائرة ويفوز الاول والثاني من كل دائرة |
| 2006   | 15      | 5512        | 3       | خسر     | نظام 25 دائرة ويفوز الاول والثاني من كل دائرة |
| 2008   | 4       | 12106       | 3       | فاز     | نظام 5 دوائر ويفوز 10 من كل دائرة             |
| 2009   | 4       | 16200       | 2       | فاز     |                                               |
| 2012   | 4       | 25585       | 2       | فاز     |                                               |
| 2016   | 4       | 4506        | 3       | فاز     |                                               |
| 2020   | 4       | 4182        | 11      | خسر     |                                               |
| 2022   | 4       | 7266        | 2       | فاز     |                                               |
| 2023   | 4       | 6966        | 5       | فاز     |                                               |
| 2024   | 4       | مرشح        |         |         |                                               |

## المؤهلات العلمية
- حاصل علي بكالوريوس دراسات إسلامية.
- حاصل على ماجستير في الدراسات الإسلامية بعنوان (وسائل الأمر بالمعروف والنهى عن المنكر عند شيخ الإسلام ابن تيمية رحمه الله ).
- عمل معلم في وزارة التربية والتعليم.
- عمل إمام وخطيب في وزارة الأوقاف والشؤون الإسلامية.
- رئيس لجنة الفردوس للزكاة والصدقات سابقاً.
- رئيس اللجنة الشعبية لمنطقة الفردوس أثناء الغزو العراقي للكويت.
- الأمين العام لتجمع ثوابت الأمة.

## أبرز مواقفه في مجلس الأمة
| استجواب الوزيرة هند الصبيح (يناير 2018)                  | مع الاستجواب |
| استجواب الوزير بخيت الرشيدي (2018)                       | ضد الاستجواب |
| استجواب الوزيرة هند الصبيح (مايو 2018)                   | ممتنع        |
| استجواب الوزير خالد الروضان (2019)                       | ضد الاستجواب |
| استجواب الوزير محمد الجبري (2019)                        | ضد الاستجواب |
| استجواب الوزير نايف الحجرف (2019)                        | مع الاستجواب |
| استجواب الوزير براك الشيتان (2020)                       | ضد الاستجواب |
| استجواب الوزير أنس الصالح (أغسطس 2020)                   | مع الاستجواب |
| استجواب الوزير سعود هلال الحربي (أغسطس 2020)             | ضد الاستجواب |
| استجواب الوزير سعود هلال الحربي (سبتمبر 2020)            | ضد الاستجواب |
| استجواب الوزير أنس الصالح (سبتمبر 2020)                  | مع الاستجواب |
| تصويت فتح باب ما يستجد من أعمال (تعديل النظام الانتخابي) | موافق        |